# Сися
Сися (на китайски: 西峽, на пинин: Xīxiá) е окръг в централен Китай, част от градската префектура Нанян в провинция Хънан.
Има площ 3453 квадратни километра и население около 444 000 души (2010). Образуван е през 1949 година и се разделя на 3 подрайона, 11 градски околии и 5 околии.